# Пижменское кладбище
Пи́жма — кладбище в Гатчинском районе Ленинградской области, на территории Новосветского сельского поселения недалеко от деревни Пижмы.

## История
Было открыто в 1982 году в связи с закрытием для погребений кладбища, находящегося в черте города Гатчины (так называемого Нового кладбища).
В 1991 году на нём был открыт памятник жертвам коммунистического режима и массовых репрессий. 27 января 1997 года на кладбище были захоронены останки 74 защитников города, павших в 1941 году, найденные в Орловой роще «чёрными следопытами». В 1999 году на месте захоронения был установлен памятный знак.
В 2001 году была сооружена деревянная часовня.
В том же году был открыт мусульманский участок, на котором в 2005 году сооружён прощальный зал («Чиназаюрта»).

## Известные люди, похороненные на Пижменском кладбище
- Богданов, Станислав Семёнович (1938-2010) - муниципальный деятель Гатчинского района Ленинградской области[2]